# Taichi Sato
Taichi Sato (佐藤 太一 Sato Taichi?,  nacido el  de 19 en Saitama) es un exfutbolista japonés. Jugaba de delantero y su último club fue el Montedio Yamagata de Japón.

## Trayectoria

### Clubes
| Club              | País  | Año         |
| ----------------- | ----- | ----------- |
| Urawa Reds        | Japón | 1996 - 1998 |
| Omiya Ardija      | Japón | 1999 - 2000 |
| Montedio Yamagata | Japón | 2001        |